# Lac Caddo
Le lac Caddo (en anglais : Caddo Lake) est un lac de 103 km2, situé sur la frontière entre le Texas et la Louisiane. Il tire son nom d'une tribu indienne autochtone (les Caddo ou Caddoans, expulsée des lieux au XIXe siècle). C'est une zone protégée internationalement par la convention RAMSAR, où pousse la plus grande forêt de cyprès au monde. Le lac Caddo est le deuxième plus grand lac du Sud des États-Unis. Mais il n'a pas gardé son état originel : un barrage y a été construit dans les années 1900.

## Formation

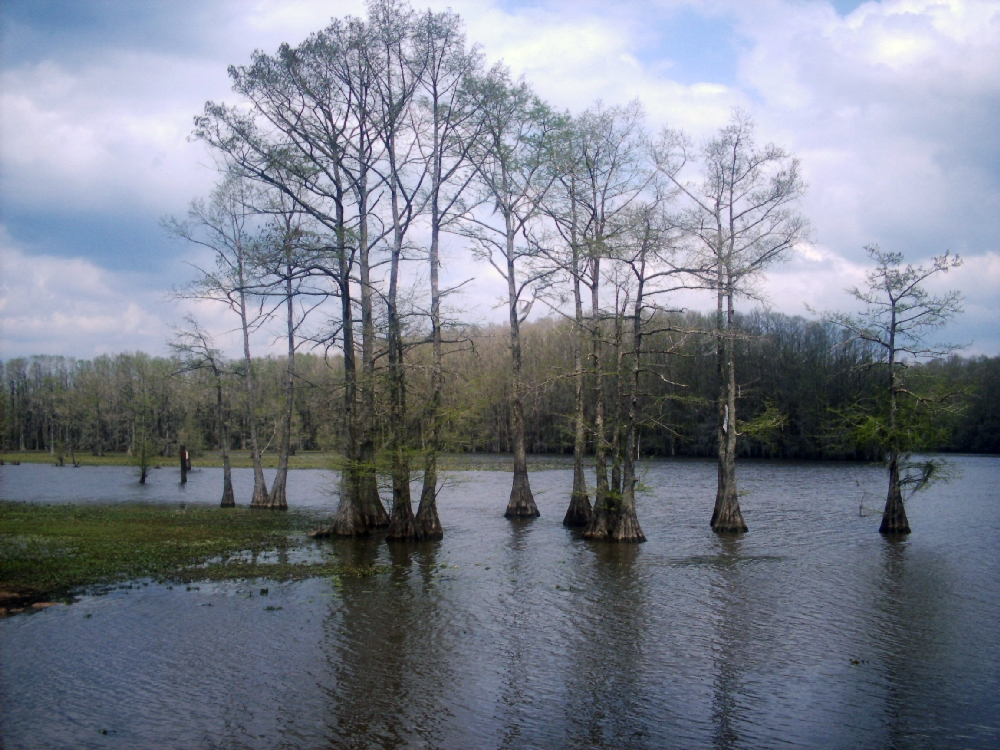
Le lac Caddo en hiver.

Si on en croit la légende liée au lac Caddo, la formation du lac correspond à la série de tremblements de terre qui eurent lieu à New Madrid en 1812. Il peut y avoir du vrai dans cette légende, par exemple le lac Reelfoot au Tennessee a été formé à la suite de ce tremblement de terre, mais la plupart des géologues pensent aujourd'hui que le lac Caddo a été formé petit à petit plutôt que de manière brutale. Le lac a été formé, lentement ou brutalement, par une série d'accumulations de débris de bois appelé le Great Raft, accumulation sur une distance de 160 km sur la Rivière Rouge, rivière affluent du Mississippi. Celle-ci a probablement rempli un bassin créé par les tremblements de terre et la dérive des continents.

## Histoire

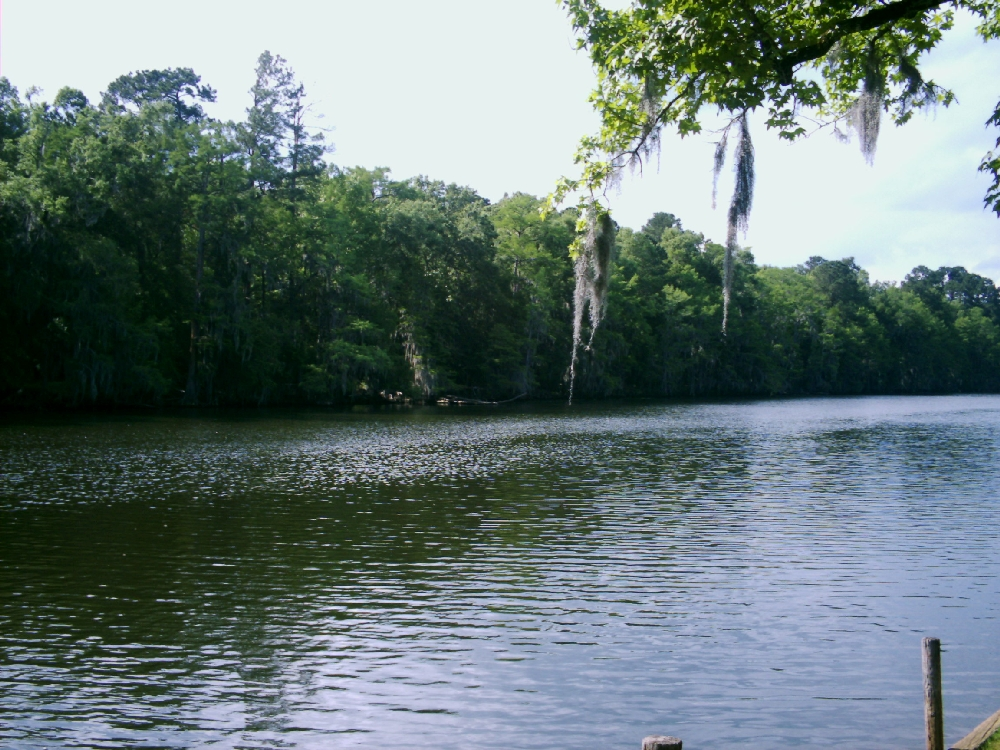
Les bateaux à vapeur ont utilisé le canal pour atteindre le port de Jefferson, jusqu'à ce que les niveaux d'eau baissent après le retrait du Great Raft.

Le lac Caddo a d'abord été un cadre de vie pour les indigènes au XVIIIe siècle. Des mutations importantes de l'endroit vont voir le jour avec l'invention du bateau à vapeur et l'annexion par les États-Unis de la Louisiane et du Texas au XIXe siècle. L'apparition des villes de Port Caddo, Swanson's Landing et Jefferson (Texas) a entraîné la construction de ports et d'industrie de riverboat sur le lac. La grande quantité de bois flottant dans ses eaux fut petit à petit nettoyé par le capitaine Henry Miller Shreve puis par le Army Corps of Engineers. Le lac changea d'aspect et perdit environ 3 m de hauteur d'eau, ce qui mit fin aux ports texans et à l'industrie de riverboat.
On découvrit un gisement de pétrole sous le lac. L'exploitation du pétrole mit en péril au XXe siècle le fragile écosystème du lac. Caddo fut finalement délaissé pour des gisements plus importants à Kilgore et d'autres encore dans le même État. Le Texas essaya de préserver certaines parties du lac en 1934 en créant un parc naturel, construit par le WPA. L'arrivée de la Longhorn Army Ammunition Plant sur les rives du lac Caddo, au milieu du XXe siècle, a pollué une grande partie des eaux environnantes jusqu'à sa fermeture dans les années 1990.
On peut noter les travaux de l'écologiste Lionel Janes, sur le lac Caddo (alors appelé le Ferry Lake) en 1913 et en 1914.
En étudiant les végétaux présents dans le lac, il estima que celui-ci était né entre 1770 et 1780.

## Faune
La faune présente au lac Caddo inclut des chouettes, des aigles et des alligators.

## Efforts de préservation
En 1993, la préservation du lac prit une ampleur toute nouvelle avec l'annonce que  la partie du lac achetée par la The Nature Conservancy (organisation de protection de l’environnement) (7 000 acres) et celle appartenant au Caddo Lake State Park (483 acres) allaient devenir le  Caddo Lake State Park and Wildlife Management Area. Grâce aux efforts du Caddo Lake Institute (fondé par Don Henley et Dwight K. Shellman), en octobre 1993 le lac devint l'une des treize zones des États-Unis protégées par la convention RAMSAR. En 2003 la flore et la faune du lac consistaient en : 189 espèces d'arbres et buissons, 75 herbes, 42 plantes grimpantes, 216 sortes d'oiseaux, 90 poissons et reptiles, et 47 mammifères. Une de ces espèces, le Crataegus opaca ou fruit de mayhaw, est collecté dans l'eau pour en faire une gélatine reconnue comme l'une des plus fines du monde. Quarante-quatre espèces du lac Caddo étaient des espèces en danger, menacées ou rares. De 2001 à 2003 les habitants des abords du lac ont mené un combat pour obtenir le droit sur les eaux, face à la ville de Marshall, avec la participation de Don Henley, chanteur des Eagles.

## Menace actuelle
Une algue à la texture s'apparentant à du Velcro se répand dans le lac la Salvinia molesta, aussi connue sous le nom de salviat géante. Introduite par accident, la plante double de volume en deux à quatre jours, tuant la vie à la surface de l'eau. La plante prolifère dans la partie louisiane du lac, où les autorités se sont laissées déborder, notamment par les ouragans Katrina et Rita en 2005.
Des traitements biologiques (introduction de coléoptères) n'ont pas eu d'effet (les insectes étaient mal adaptés au climat). On y a préféré l'usage d'herbicides. Le Texas Water Resource Institute's Caddo Lake Salvinia Eradication Project essaye de trouver de nouvelles méthodes d'éradication.

## Texas Bigfoot
Selon le  Texas Bigfoot Research Center (TBRC), depuis 1965 des centaines de personnes ont rapporté avoir vu Bigfoot près du lac Caddo ; c'est d'ailleurs mentionné dans le documentaire de 2006 de la chaîne de télévision Travel Channel intitulé Bigfoot.

## Villes sur le lac Caddo
- Jefferson (Texas)
- Karnack (Texas)
- Mooringsport (Louisiane)
- Oil City (Louisiane)
- Swansons Landing (Texas)
- Uncertain (Texas)